# 隅田站

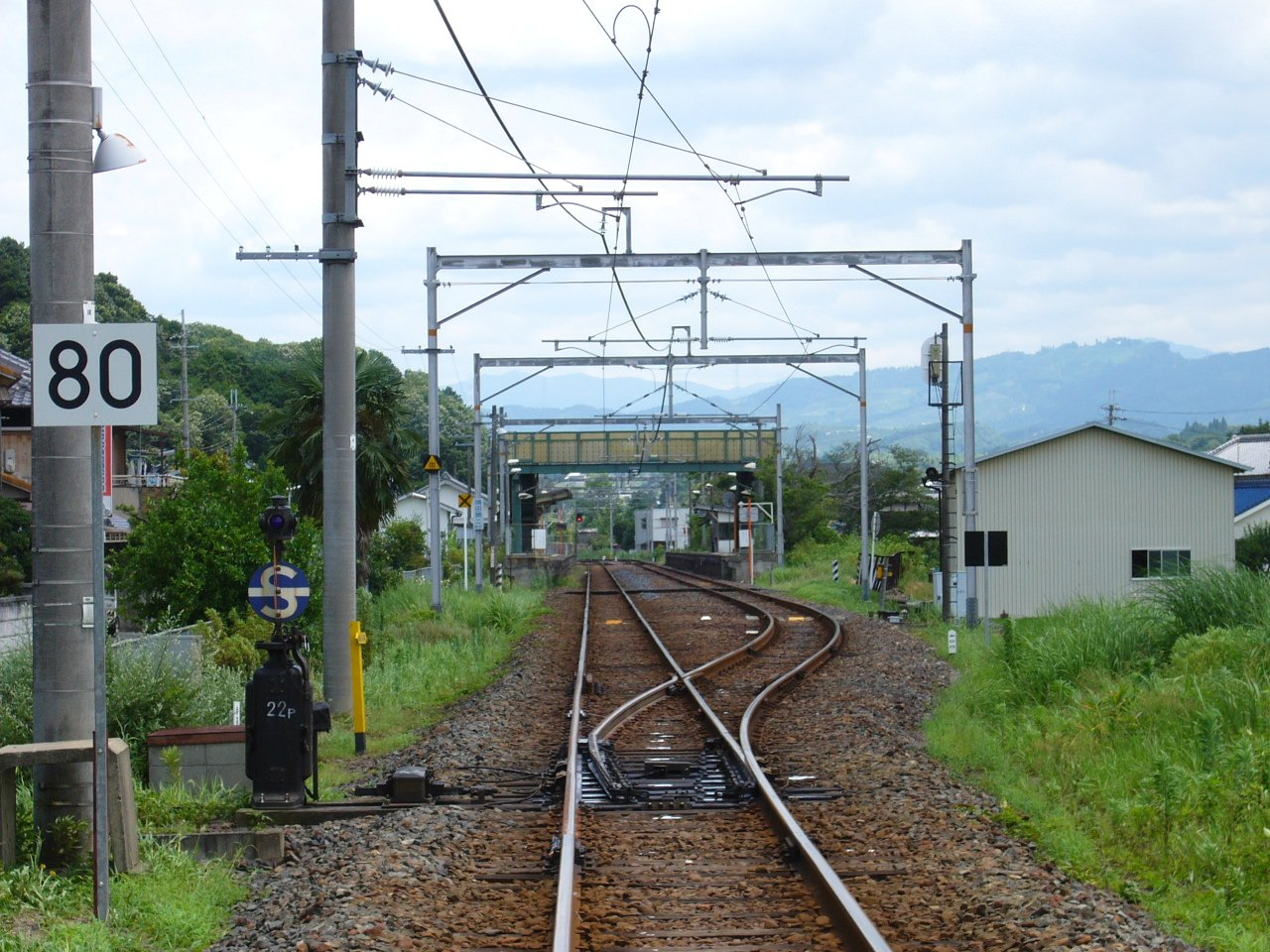
站內

隅田站（日语：／ Suda eki */?）是位於和歌山縣橋本市隅田町芋生141番地，西日本旅客鐵道（JR西日本）的和歌山線車站。

## 歷史
- 1898年（明治31年）4月11日 - 紀和鐵道（日语：紀和鉄道）五條站至南和鐵道連接點（現時：大和二見站）至橋本站之間開通，此站啟用。
- 1904年（明治37年）8月27日 - 紀和鐵道路線由關西鐵道繼承，成為關西鐵道車站[1]。
- 1907年（明治40年）10月1日 - 關西鐵道被國有化（日语：鉄道国有法），成為帝國鐵道廳車站[1]。
- 1909年（明治42年）10月12日 - 制定路線名稱，成為和歌山線車站[1]。
- 1984年（昭和59年）10月20日 - 成為無人車站。
- 1987年（昭和62年）4月1日 - 伴隨國鐵分割民營化，車站由西日本旅客鐵道（JR西日本）營運[1][2]。
- 2011年（平成23年）12月27日 - 隅田中學美術部成員與畢業生把車站大樓和月台候車室塗上壁畫[3][4]。
- 2020年（令和2年）3月14日 - 車站開始可以使用IC卡「ICOCA」[5]。

## 車站構造
車站是一座地面車站，設有2面2線的相對式月台。在和歌山線電氣化同時成為無人車站，現時由橋本站管理。車站大樓位於上行月台側，兩月台之間設有跨線橋連接。車站大樓內曾經設有簡易型自動售票機，可購買成人650日圓區間（37km以內）以內的車票。在2011年（平成23年）3月1日起，輕觸型新型售票機替代舊自動售票機，新售票機可支援橙卡。此站設有廁所。

### 月台
| 月台 | 路線     | 上下行 | 方向             |
| ---- | -------- | ------ | ---------------- |
| 1    | 和歌山線 | 上行   | 五條、王寺方向   |
| 2    | 和歌山線 | 下行   | 橋本、和歌山方向 |

## 使用狀況
以下為1日平均乘車人次：
| 年度 | 1日平均 乘車人次 |
| ---- | ---------------- |
| 1998 | 322              |
| 1999 | 309              |
| 2000 | 319              |
| 2001 | 399              |
| 2002 | 249              |
| 2003 | 239              |
| 2004 | 249              |
| 2005 | 255              |
| 2006 | 259              |
| 2007 | 244              |
| 2008 | 245              |
| 2009 | 229              |
| 2010 | 233              |
| 2011 | 239              |
| 2012 | 228              |
| 2013 | 230              |
| 2014 | 200              |
| 2015 | 234              |
| 2016 | 251              |
| 2017 | 248              |
| 2018 | 229              |

## 車站周邊
站前設有若干間商店，大型商店位於車站北邊的國道24號上。
- 隅田八幡神社（日语：隅田八幡神社）
- 橋本東交匯處（日语：橋本東インターチェンジ）（京奈和自動車道橋本道路）
- 彩之台（南海橋本林間田園都市）
- O Street橋本彩之台
- 真土隧道遺址（JR和歌山線的舊線。現時走經繞過山嶺）

## 巴士路線
南海林間巴士
- 「隅田站口」巴士站
  - 　前往橋本站前／前往真土

橋本市社區巴士
- 「隅田站口」巴士站
  - 東路線
    - 右回和左回各有3班。

## 鐵道唱歌
鐵道唱歌歌詞中提及了此站，當中中隅田的發音為。

## 相鄰車站
西日本旅客鐵道（JR西日本）
 和歌山線
■快速（粉河站以東各站停車）、■普通
大和二見－隅田－下兵庫

## 注腳
1. 1 2 3 4 5  曾根悟（監修）. 朝日新聞出版分冊百科編集部（編集） , 编. . 週刊朝日百科. 42号 阪和線・和歌山線・桜井線・湖西線・関西空港線. 朝日新聞出版. 2010-05-16: 20–21 （日语）.
2. ↑  『交通年鑑 昭和63年版』 交通協力會，1988年3月。
3. ↑  美術部　隅田駅ペイント作戦 （页面存档备份，存于）（日語） - 橋本市立隅田中學Blog，2011年4月25日 - 12月27日
4. ↑  隅田駅に〝郷土ＰＲ壁画〟完成～隅田中生アッパレ （页面存档备份，存于）（日語） - 高野山麓 橋本新聞，2011年12月27日
5. ↑   (PDF) (新闻稿). 西日本旅客鉄道和歌山支社. 2019-12-13  [2021-01-08]. （原始内容 (PDF)存档于2021-01-04） （日语）.
6. ↑  《和歌山縣統計年鑑》和《和歌山縣公共交通機關等資料集》

## 外部連結
- 隅田｜車站資訊：JR出門網 - 西日本旅客鐵道（日語）